# Виртуална частна мрежа
Виртуална частна мрежа или VPN (на английски: virtual private network) е компютърна мрежа, логически изградена чрез криптиране, използваща физическата и програмна инфраструктура на по-голяма обществена мрежа, най-често интернет.
Съществуват 3 основни приложения на виртуалните частни мрежи — прехвърляне на работата (аутсоурсинг) по отдалечен достъп, разширени интранет мрежи и разширени екстранет мрежи. Спестяванията, които се постигат със замяната на няколкостотин наети линии с VPN мрежи, достигат до 75 – 80%. Виртуалните частни мрежи обикновено криптират трафика между отделните хостове в интернет и така допринасят за информационната сигурност на използващите ги организации.

## Използвани протоколи
За криптиране могат да бъдат използвани т.нар. тунелиращи протоколи, някои от които са публично достъпни:
- IPsec – протокол, ESP тунелиращ мод — може да бъде използван за отдалечен достъп и в локална мрежа,
- L2TP – използван само за отдалечен достъп,
- L2F – тунелиращ протокол,
- PPTP – протокол на Microsoft, използващ Point-to-Point криптиране на Microsoft,
- едно от решенията е също употребата на SSL VPN, чрез което се предоставя достъп до ресурсите на информационната система на компанията чрез криптирана връзка, все пак пакети не се транспортират в мрежата на организацията.